# ジュール
ジュール（英: joule、記号：J）は、エネルギー、仕事、熱量、電力量の単位である。ジェームズ・プレスコット・ジュールに因む。
1 ジュールは標準重力の下で 102.0 グラム（ほぼキウイフルーツまたはマンガン乾電池の質量）の物体を 1 メートル持ち上げる時の仕事に相当する（ニュートン (単位)#リンゴによる力の表現を参照）。

## 定義
国際単位系 (SI) および日本の計量法におけるジュール J の定義は以下の通り。
- 1 ニュートンの力がその力の方向に物体を 1メートル動かすときの仕事[2][3]

ジュールはSI組立単位であり、 N⋅m 又はSI基本単位を用いて kg⋅m2⋅s−2　と表記される。
ジュールと形式的には同じ単位を力のモーメント（これはエネルギーではない）にも用いることができるが、仕事やエネルギーの単位として「ニュートンメートル」を使用すると混乱を招くおそれがあるため注意が必要である。
1 ジュールは、1 ボルト (V) の電圧の中で 1 クーロン (C) の電荷を動かすのに必要な仕事とも定義できる。
- J = C⋅V

1 秒間に 1 ジュールの仕事が行われるときの仕事率が 1 ワット (W) であり、ワット W はジュール J と秒 s から定義される。
- W = J/s

日本の計量法は、仕事・熱量・電力量の単位として、ジュールとともにワット秒（ジュールと等しい）、ワット時 (= 3600 J) の使用を認めている。
電力量の単位として、1 キロワット (= 1000 J/s) の電力を 1 時間 (= 3600 s) 消費したときの電力量である 1 キロワット時 (= 1 kJ/s × 3600 s = 3.6 MJ) がよく用いられる。

## 他の単位への換算
1 ジュールは次のように換算される。
- 1 N·m（ニュートン・メートル）
- 1 C·V（クーロン・ボルト）
- 1 W·s（ワット秒）
- 2.777777...×10−7 kW⋅h（キロワット時）
- 約 0.2390 cal（カロリー）
- 約 0.000948 Btu（英国熱量単位）
- 107 erg（エルグ）
- 約 0.101972 kgf·m（重量キログラムメートル）
- 約 0.738 ft·lbf（フィート重量ポンド）
- 約 23.7 ft·pdl（フィート・パウンダル）
- 1 J/e = 約 6.241509074×1018 eV（電子ボルト）
- 1 J/c2 = 約 1.11265006×10−17 kg（キログラム） – エネルギーの質量換算。特殊相対性理論参照。

ここで g0 = 9.80665 m/s2 は標準重力加速度、e = 1.602176634×10−19 Cは電気素量であり、c = 299792458 m/s は真空中の光速である。またカロリーは 1 cal = 4.184 J とする計量単位令の定義を用いた。

## 倍量・分量単位

### キロジュール
キロジュール（記号：kJ）は、ジュールの 103 = 1000 倍である。
- 1 kJ の仕事は、仕事率 1 kWの装置が 1 秒間にする仕事である。
- 1 kJ の熱量で、0 °Cの水（固体）を 3 g 溶かすことができる。
- 1 kJ の熱量で、0 °C、5 g の水（液体）の温度を 50 °C 上げることができる[注釈 2]。
- 地球上で 100 kg の物体を 1 m（または 1 kg の物体を 100 m）鉛直方向に持ち上げたときに生じる仕事は 100 kgw·m、約 1 kJ である。
- 1 kJ は、10/36 W·h（約 0.28 W·h）に等しい。

### メガジュール
メガジュール（記号：MJ）は、ジュールの 106 = 1000000 倍である。
- 1 MJ の仕事は、仕事率 1 kW で動作する装置が 1000 s（16 分 40 秒間）にする仕事である。
- 1 MJ の熱量で、0 °C の氷を 3 kg 溶かすことができる。
- 1 MJ は、10/36 kW·h（約 0.28 kW·h）に等しい。

### ペタジュール
ペタジュール（記号：PJ）は、ジュールの1015 = 一千兆倍である。エネルギー統計でよく使われる単位で、原油25,800kLの熱量に相当する。

## 歴史
CGS単位系におけるエネルギーの単位として、1882年にエルグ(erg)が導入された。同年8月、イギリス科学振興協会の会長に就任したカール・ウィルヘルム・シーメンスは、その就任演説にて、熱量の単位として「ジュール」の導入を初めて提唱した。シーメンスが提唱したジュールは、「1オームの電気抵抗に1アンペアの電流を1秒間流した時に発生する熱量」というもので、107エルグに等しいとされた。ジュールという単位名称もシーメンスがこのとき提唱したものだが、名祖のジェームズ・プレスコット・ジュールは、当時引退はしていたが存命だった。
このような熱量の単位がもし許容されるなら、それは熱力学の発展に貢献した彼の名を取ってジュールと呼ぶべきだろうと思う。
1889年8月31日の第2回国際電気会議にて、電力の単位ワット(watt)、インダクタンスの単位クワドラント(quadrant)（後にヘンリー(henry)に改称）とともにジュールが正式に採用された。名祖のジュールは同年10月11日に亡くなった。1893年の第4回国際電気会議において、従来と現示方法が異なる「国際アンペア」と「国際オーム」が定義され、ジュールも、これらから組み立てられる「国際ジュール」となった。
1935年、国際電気標準会議（国際電気会議の後継）においてジョヴァンニ・ジョルジが提唱したジョルジ単位系が採用され、ジュールは磁気定数に基づいて再定義された。ジョルジ単位系は1946年に国際度量衡委員会で承認され、現行の国際単位系(SI)の元となるMKSA単位系となったが、この際に国際度量衡委員会はジュールを「1メートルの距離で1単位の力が行う仕事の単位」と定義した。1948年の第9回国際度量衡総会でこの定義が採択された。またこの際に、熱量の単位としてもジュールを使用するものとし、それまで熱量の単位とされていたカロリーが正式に廃止された。